# David Boadella

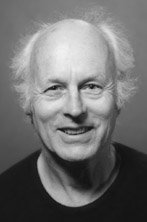
David Boadella

David Boadella (* 6. Juli 1931 in London; † 19. November 2021) war ein Psychotherapeut und Begründer der psychotherapeutischen Biosynthese. Er  lebte seit 1988 in Heiden bei St. Gallen in der Schweiz, wo er eine Ausbildungsstätte für Therapeuten betrieb.

## Leben
David Boadella studierte Pädagogik, Literaturwissenschaft und Psychologie und ging nach Studienabschluss im Jahre 1963 als Lehrer an eine einklassige Schule in Abbotsbury/Dorset. Er heiratete die in Dorset beheimatete englische Autorin Elsa Corbluth und lebte bis in die 80er Jahre in Abbotsbury. Während dieser Zeit verlagerten sich sein Interesse und seine Tätigkeit immer stärker hin zur Psychotherapie, die er zu seinem Hauptberuf machte. 1988 heiratete er Silvia Specht, bekam einen Sohn und zog in die Schweiz.

## Werk
Anfang der 1950er Jahre lernte Boadella den Architekten, Soziologen und Pädagogen (im Sinne von Alexander S. Neill) Paul Ritter und dessen Ehefrau, die Biologin Jean Ritter, kennen. Beide experimentierten mit Wilhelm Reichs Vegetotherapie und gründeten 1954 die dem Werk von Reich gewidmete, von Reich aber nicht geschätzte Zeitschrift Orgonomic Functionalism, die bis 1964 in Nottingham im Matrizendruck erschien. Bei den Ritters machte Boadella seine ersten therapeutischen Erfahrungen; in deren Zeitschrift veröffentlichte er zahlreiche Artikel zu verschiedenen Themen. Boadellas Studie über D. H. Lawrence, The Spiral Flame, erschien hier zuerst als Serie. Darin stellt er grundlegende Einsichten des Dichters und Reichs, den er als Naturwissenschaftler verstand, nebeneinander, um eine gegenseitige Erhellung zu erzielen. Boadella war über ein Jahrzehnt neben Paul Ritter der wichtigste Beiträger zu dieser Zeitschrift, in der das gesamte Spektrum der Reichschen Arbeiten thematisiert wurde. Er schrieb neben literarischen Artikeln, Buchrezensionen und kurzen Gedichten auch Berichte über eigene bio-physikalische Versuche zu orgonotischen Effekten. Aus seiner jahrzehntelangen intensiven Beschäftigung mit dem Leben und Werk von Reich entstand schließlich die Monographie Wilhelm Reich — the Evolution of His Work, die 1973 erschien und in mehrere Sprachen übersetzt wurde (auf Deutsch im Jahr 1981 veröffentlicht). Sie zählt noch immer zu den Standardwerken über Reich.
Nachdem die Ritters 1965 nach Perth/Australien gegangen waren, suchte Boadella seine Fähigkeiten als Körperpsychotherapeut zu vervollkommnen, u. a. durch eine Ausbildung in charakteranalytischer Vegetotherapie bei dem norwegischen Reich-Schüler Ola Raknes und bei mehreren anderen Körperpsychotherapeuten. 1988 begründete er, mit der Niederlassung in der Schweiz, auch organisatorisch seine eigene Therapieform, die er Biosynthese nannte.
Boadella gründete 1970 die Zeitschrift Energy & Character, die seit 1990 auch in der deutschsprachigen Version Energie & Charakter erscheint.
1995 erhielt er für seine Verdienste auf dem Gebiet der alternativen Psychotherapien den Ehrendoktortitel der „International Open University for Complementary Medicine“ (Colombo/Sri Lanka).
Ab 1985, als er in die Schweiz zog, war er, zusammen mit Dr. Silvia Specht Boadella, Co-Direktor des Instituts für Biosynthese IIBS in Heiden. Seitdem haben sie Ausbildungen für Studenten aus über zwanzig Ländern durchgeführt.
1989 wurde er zum ersten Präsidenten der Europäischen Gesellschaft für Körperpsychotherapie EABP gewählt. 1997 wurde er Vorsitzender des Wissenschaftlichen Validierungskomitees der Europäischen Vereinigung für Psychotherapie EAP, die die Standards für alle in Europa anerkannten Methoden erstellt.

## Schriften

### Als Autor
- Wilhelm Reich. The Evolution of his Work. Vision Press, London 1973, ISBN 0854783520; zweite englische Auflage 1985. 
  - Deutsche Ausgabe in der Übersetzung von Karl Heinz Siber: Wilhelm Reich. Leben und Werk des Mannes, der in der Sexualität das Problem der modernen Gesellschaft erkannte und der Psychologie neue Wege wies. Scherz-Verlag, Bern und München 1981.
  - diverse Neuauflagen und -ausgaben, zuletzt unter dem Titel Wilhelm Reich. Pionier des Neuen Denkens: eine Biographie. Schirner, Darmstadt 2008 (428 Seiten), ISBN 978-3-89767-602-2 (= Schirner-Taschenbuch, Band 67602).
- Biosynthese-Therapie. Grundlagen einer neuen Körper-Psychotherapie.  Herausgegeben von Christof Kreimeyer. Übersetzt von George Brown und C. K. Transform-Verlag, Oldenburg 1989 (64 Seiten), ISBN 3-926692-00-6.
  - englisches Original: What is Biosynthesis? In: Energy & Character, 17/2 (1986).
- Die Wiederkehr des Unterdrückten. Eine Studie zu pseudo-sexuellem Verhalten. In: Nach Reich, hrsg. v. James DeMeo und Bernd Senf, Zweitausendeins, Frankfurt/M. 1997, ISBN 3-86150-239-9, S. 338–353. 
  - englisches Original in Energy and Character, 2/2 (1971), S. 61–69.
- Befreite Lebensenergie: Einführung in die Biosynthese. Übersetzt von Bernhard Maul. Schirner, Darmstadt 2009 (289 S.), ISBN 978-3-89767-624-4.

### Als Herausgeber
- Energy & Character. The Journal of Bioenergetic Research; später: International Journal of Biosynthesis, Pre- and Perinatal Psychology, Somatic and Psychodynamic Psychotherapy, Somatic Therapy and Transpersonal Psychology. Anfangs erschienen in Abbotsbury, später in Heiden, Schweiz; 1970-, ab Vol. 4, No. 3 (Sept. 1973) ISSN 0013-7472.
- (ed.) In the Wake of Reich. Coventure, London 1976, ISBN 0904576175.